# Helan och Halvan på straffarbete
Helan och Halvan på straffarbete (engelska: The Hoose-Gow) är en amerikansk komedifilm med Helan och Halvan från 1929 regisserad av James Parrott.

## Handling
Helan och Halvan kastas i fängelse efter att ha deltagit i en razzia, som de menar att de bara tittade på. Vistelsen i fängelset blir mindre trevlig och allt slutar med att både fångar och fängelsepersonal kastar gegga på varandra.

## Om filmen
Filmen är en delvis remake av stumfilmerna Pick and Shovel från 1923 med Stan Laurel och Här skall fajtas från 1927 och Muntra musikanter från 1928, varav de två sistnämnda med duon.
Fängelsets utsida är samma som användes i stumfilmen Stor-Slam och Lillslam från 1927 där duon medverkar, dock inte som duo.

## Rollista (i urval)
- Stan Laurel – Stan (Halvan)
- Oliver Hardy – Ollie (Helan)
- Tiny Sandford – fängelsevakt
- James Finlayson – guvernör
- Baldwin Cooke – fånge
- Charlie Hall – fånge, vakt i träd
- Leo Willis – fånge
- Eddie Dunn – fånge
- Chet Brandenburg – fånge
- Ed Brandenburg – fånge
- Sam Lufkin – officer[1]